# 峰田明彦
峰田 明彦（みねだ あきひこ、1909年（明治42年）10月9日 - ）は、作詞家、作曲家。本名は中村芳朗で、峰田明彦の他に、松平道雄、中村芳水、古屋芳雄の筆名も使った。北海道作詞作曲家協会理事長、旭川シンフォニックオーケストラ理事長、北海道民謡協会役員、北海道邦楽協会常任理事。札幌市在住。

## 生涯
1909年10月9日、東京に生まれる。本名は中村芳朗。
早稲田大学を1934年に中退し、日本音楽著作権協会に務め、北海道総局長の任にあたる。
野口雨情に作詞を学び、民謡や童謡の作詞、作曲を行う。峰田の詩に弘田龍太郎、新野仁助らが作曲した作品も多い。
1949年、旭川歌謡協会を結成し、会長を務めて地元の歌謡振興に尽力した。1952年、旭川フィルハーモニー協会理事長となり、また日本音楽著作権協会北海道出張所長としても活躍した。同年旭川市民文化賞を受賞した。1956年、旭川市に設置された「母の鐘」に因んだ詩の公募があり、峰田の作品が入賞している。1966年、「日本測量の歌」作詞により、日本測量協会より感謝状を贈呈される。

## 「船頭さん」の歌詞補作
武内俊子作詞、河村光陽作曲の童謡「船頭さん」は、1942年にキングレコードから発売された。当初の歌詞2番は「今朝も元気な軍馬を二匹　あれは戦地へ行くお馬」となっていたが、1946年に再発売される際に「今朝もかわいい仔馬を二匹　向う牧場へ乗せてった」という峰田明彦の歌詞に差し替えられ、3番は全面的に書き換えられた。

## 楽曲作品
- おはじき（1942年） - 文部大臣推薦賞[4]
- 雨のお庭（1943年） - 文部大臣推薦賞[8]
- 貯蓄の歌 - 大蔵大臣賞
- 船頭さん（補作）[9][10]
- 影法師
- 狸おどり
- 風ぐるま[11]
- 乙女の曲
- ピクニック
- 月見草
- こほろぎ
- うるはしの母
- メノコの悲歌
- コタンの雨
- ユナミの歌
- 十五夜お月さん
- 旭川公民館こどもの歌
- 旭川公民館の歌
- 旭川警察学校校歌
- 郷土新舞踊旭川ロンド[8]
- 日本測量の歌